# دهستان بهرام‌آباد
دهستان بهرام‌آباد یکی از دهستان‌های شهرستان اسلامشهر در استان تهران ایران است که در بخش مرکزی شهرستان اسلامشهر قرار دارد.

## جمعیت
براساس سرشماری مرکز آمار ایران در سال ۱۳۹۵، جمعیت دهستان بهرام‌آباد ۹۵۹۹ نفر (در ۲۹۹۶ خانوار) بوده‌است.